# Ayn Shiqaq
Ayn al-Shiqaq (tiếng Ả Rập: عين شقاق, cũng đánh vần Ain al-Shiqaq) là một ngôi làng ở phía tây bắc Syria, một phần hành chính của quận Jableh thuộc tỉnh Latakia, nằm ở phía nam Latakia. Các địa phương lân cận bao gồm Zama phía đông nam, al-Qassabin ở phía nam, Siyano về phía tây nam, Jableh về phía tây, Qardaha về hướng đông bắc, al-Budi và Harf al-Musaytirah về phía đông. Theo Cục Thống kê Trung ương Syria, Ayn al-Shiqaq có dân số 4.125 trong cuộc điều tra dân số năm 2004. Đây là trung tâm hành chính của Ayn al-Shiqaq nahiyah ("cấp dưới") có 15 địa phương với tổng dân số 16.031 vào năm 2004. Người dân chủ yếu là Alawites. Ayn al-Shiqaq là nơi sinh của nhà thơ Syria nổi tiếng Nadim Muhammad (1907-1994).